# Hermann Zuleger
Hermann Zuleger (ur. 1903, zm. ?) – zbrodniarz hitlerowski, członek załogi niemieckiego obozu koncentracyjnego Mauthausen-Gusen.
Od 1 sierpnia 1944 do 1 maja 1945 był cywilnym brygadzistą w komandzie pracującym w fabryce zakładów Hermann Göring w Linzu. Pracowali tam więźniowie Linz III, podobozu KL Mauthausen. Zulegerowi podlegało około 30 osób. Znęcał się wraz z wartownikami SS nad podległymi mu więźniami, dwie z jego ofiar zmarły wskutek tego w szpitalu obozowym.
W procesie załogi Mauthausen-Gusen (US vs. Josef Bartl i inni) Zuleger skazany został na 15 pozbawienia wolności.